# 小島保彦
小島 保彦（こじま やすひこ、1928年 - ）は日本のウイルス学者、NPO法人インターフェロン・ハーブ研究所所長、インターフェロン発見者の一人。

## 略歴

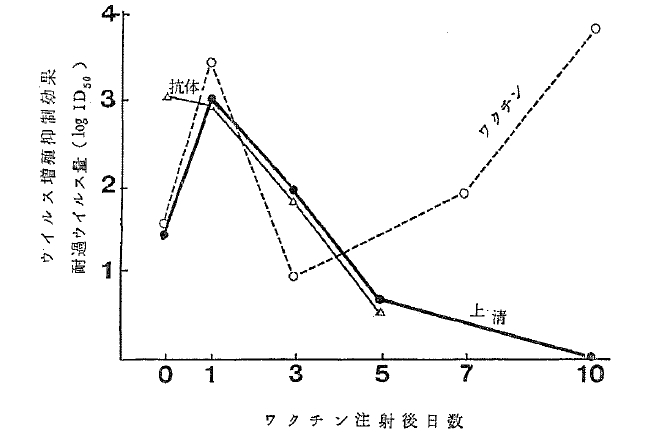
長野泰一-小島保彦の実験。長野泰一,小島保彦らは、1940年代から、生体において抗ウイルス免疫が発現する正確な時期を知ろうとして精密な実験を重ねた｡兎の皮膚の多数の個所にワクシニアウイルスを接種し､その同じ個所へ種々の時期にワクチンを注射し､皮膚病変の起こるのが阻止される状況を観察した｡この際のワクチンは兎のワクシニアウイルス感染組織のホモジェネートに紫外線を当て、ウイルスを不活化たものであり、動物組織成分と不活性ウイルスとの混合物である｡ワクシニアウイルスが選ばれた理由は比較的粒径が大きく、濾過で除去できるからである。実験の結果以下のことが判った。ワクチン（破線）の効果のピークは注射後1日目と二週後の二個ある。ワクチンの遠心上清の効果のピークは1日目のみである。遅い方のピークは通常の免疫効果と考えられるが､早期のピークは非免疫性の効果と考えられる（1957年)。早期のピークの因子はウイルス抗原でもなく､抗ウイルス抗体でもない事が重ねて証明された(1958年)。本因子は後にインターフェロンと言われることになる。

東京理科大学理学部化学科卒。東京大学伝染病研究所第一ウイルス研究部に所属。1964年、東京大学大学院生物系で医学博士号を取得。1967年、北里研究所研究部に所属。1981年、同研究部部長・人事部長兼務。1988年、山之内製薬健康科学研究所常任顧問。現在は、NPO法人インターフェロン・ハーブ研究所所長、日本インターフェロン・サイトカイン学会名誉会員。文部科学省の発表した「20世紀における科学技術の足跡」にて、各ノーベル賞受賞内容などと共に功績を称えられている。

## 業績

### インターフェロンの発見
小島は長野泰一とともに東京大学伝染病研究所で種痘を不活化したワクチン（天然痘不活性ワクチン）を研究している過程で、本来効果があるべきタンパク質の上澄み液のなかに、タンパク質以上に抗ウイルス効果がありウイルス感染の阻害作用を持つ可溶性因子が存在することを発見する。
1954年、同因子についての世界初の報告を、長野との連名で日本ウイルス学会総会で行なう。
1955年、学会当日の論旨と討論が、学会誌「VIRUS」に「不活性牛痘ウイルスの発癌阻止作用」という題で掲載される。
1957年、イギリスのアイザックスとリンデマン（Jean Lindenmann）がこの因子をインターフェロンと名づける。この医学史上に残る実績から、小島はインターフェロン発見者の一人として世界的に認められており、権威としても名高い。
インターフェロンには抗ウイルス作用があり、現在、肝炎や癌の治療に応用されている。

### インターフェロン・インデューサーの発見
小島は「ヒトは食事で免疫力を高められる。またその方が自然で安全性が高い」ということを信念として、新薬の研究を重ねる。
小島が特に注目したのは、中国の薬膳料理だった。
小島は漢方生薬や食品素材200種類以上をスクリーニングし、インターフェロン・インデューサー（interferon inducer）を数十種類発見する。
インターフェロン・インデューサーは、体内でのインターフェロン誘導因子・誘発物質。体内で細胞からインターフェロンを出させると同時にウイルス分解酵素も産生するため幅広くウイルスの増殖を抑制する。C型肝炎や癌の薬としてのインターフェロン製剤とは異なり、副作用がない。ウイルスを駆逐するのではなく増殖を抑制し発症させないという予防医療の働きをする。
インフルエンザの予防にも効果が期待されている。
永野正史（内科医）は、予防注射に加えて気軽に「食べるワクチン」としてこのインデューサーに期待している。
北里研究所で、漢方薬の成分からインターフェロン・インデューサーを開発することに成功した。
小島は国際的な特許を30件以上取得している。

## 受賞
- 1961年 東京大学 伝染病研究所 宮川賞受賞
- 1999年7月 第一回 坊っちゃん賞受賞

## 著書
- 小島保彦『健康は自然との調和』メディアート
- 永野正史 著、小島保彦 監修『帯状疱疹、肝炎、インフルエンザのウイルスには、これだ！』ぶんぶん書房、2010年、ISBN 9784938801823
- その他、インターフェロンにかんする論文百数十編がある。